# 奧爾尼托
奧爾尼托（西班牙語：Hornito），是巴拿馬的城鎮，位於該國西部，由奇里基省的瓜拉卡區負責管轄，面積179.3平方公里，2010年人口1,230，人口密度每平方公里6.9人。